# Queer Palm
«Квир-пальма» (фр. Queer Palm) — специальная награда независимого жюри Каннского кинофестиваля, присуждается фильмам, освещающим квир и ЛГБТ-тематику. Была учреждена в 2010 году журналистом Франком Финанс-Мадурейрой (фр. Franck Finance-Madureira) при финансовой поддержке французских режиссёров Жака Мартино и Оливье Дюкастеля. Премии удостаивается один полнометражный и один короткометражный фильм, выбираемый из основной конкурсной программы кинофестиваля, конкурсов «Особый взгляд», «Неделя критики», «Двухнедельник режиссёров» и параллельной секции ACID.
«Квир-пальма» является одной из крупнейших международных наград, посвящённых ЛГБТК+ кино. При этом она не входит в официальный наградной лист Каннского фестиваля, что вызывает некоторую критику в адрес его организаторов.

## Призёры
| Год  | Полнометражный фильм                                                                                              | Короткометражный фильм | Жюри | Прим.         |
| ---- | --- | --- | --- | ------------- |
| 2010 | «Ба-бах» · (англ. Kaboom) · реж. Грегг Араки · Франция/ США ·                                                     | не присуждалась | - Бенуа Арнульф - Флоранс Бен Садун - Ромен Шарбон - Майк Гудридж - Ксавье Леэрпёр - Иван Митифиот - Паскаль Урби - Брайан Робинсон | [ 4 ]         |
| 2011 | «Опасность красоты» · (африк. Skoonheid) · реж. Оливер Херманус · Франция                                         | не присуждалась | - Элизабет Куин - Томас Абельтсхаузер - Фред Арендс - Мари Колман - Эстер Куэно - Жерар Лефор - Роберто Скинарди                    | [ 5 ] [ 6 ]   |
| 2012 | «И всё же Лоранс» · (англ. Laurence Anyways) · реж. Ксавье Долан · Канада ·                                       | «Это не фильм о ковбоях» · (фр. Ce n'est pas un film de Cowboy) · реж. Бенжамен Парен · Франция ·                         | - Жюли Гайе - Сэм Эшби - Джим Добсон - Сара Нил - Фредерик Ньоль - Мойра Салливан                                                   | [ 7 ] [ 8 ]   |
| 2013 | «Незнакомец у озера» · (фр. L'Inconnu du lac) · реж. Ален Гироди · Франция ·                                      | не присуждалась | - Жуан Педру Родригеш - Даниэль Дрейфусс - Николя Жилсон - Анни Моретт - Мишель Реильяк                                             | [ 9 ] [ 10 ]  |
| 2014 | «Гордость» · (англ. Pride) · реж. Мэттью Уорчас · Великобритания ·                                                | не присуждалась | - Брюс Лабрюс - Анна Маргарита Альбело - Жуан Феррейра - Шарлотта Липинска - Рики Мастро                                            | [ 11 ] [ 12 ] |
| 2015 | «Кэрол» · (англ. Carol) · реж. Тодд Хейнс · Великобритания/ США Особое упоминание · «Лобстер» (англ. The Lobster) | «Потерянные королевы» · (исп. Locas Perdidas) · реж. Игнасио Юричич Мерильян · Чили                                       | - Дезире Акхаван - Ава Каэн - Летиция Эйдо - Элли Мастору - Надя Туринцев                                                           | [ 13 ] [ 14 ] |
| 2016 | «Жизни Терезы» · (фр. Les vies de Thérèse) · реж. Себастьен Лифшиц · Франция                                      | «Любовник Габбера» · (англ. Gabber Lover) · реж. Анна Казенав Камбе · Франция                                             | - Оливье Дюкастель - Жак Мартино - Эмили Брисавуан - Мари Совион - Жуан Федеричи                                                    | [ 15 ] [ 16 ] |
| 2017 | «120 ударов в минуту» · (фр. 120 battements par minute) · реж. Робен Кампийо · Франция                            | «Острова» · (англ. Islands) · реж. Ян Гонсалес · Франция                                                                  | - Трэвис Мэтьюз - Дидье Рот-Беттони - Лидия Терки - Яир Хохнер - Пас Ласаро                                                         | [ 17 ]        |
| 2018 | «Девочка» · (англ. Girl) · реж. Лукас Донт · Бельгия                                                              | «Сирота» · (исп. O órfão) · реж. Каролина Марковиц · Бразилия                                                             | - Сильви Пиала - Пепе Руйлоба - Дуня Сычёва - Морган Симон - Бойд ван Хуэй                                                          | [ 18 ]        |
| 2019 | «Портрет девушки в огне» · (фр. Portrait de la jeune fille en feu) · реж. Селин Сьямма · Франция                  | «Расстояние между нами и небом» · (греч. Η Απόσταση Ανάμεσα στον Ουρανό κι Εμάς) · реж. Василис Кекатос · Греция/ Франция | - Виржини Ледуайен - Клер Дюге - Ки-Юн Ким - Филипе Матцембахер - Марсиу Реолон                                                     | [ 19 ] [ 20 ] |
| 2021 | «Перелом» · (фр. La Fracture) · реж. Катрин Корсини · Франция                                                     | «Падение стрижа» · (исп. La caída del vencejo) · реж. Гонсало Кинкосес · Испания                                          | - Николя Мори - Жоза Анжамб - Роксана Мескида - Ваграм Муратян - Алоиз Саваж                                                        | [ 21 ] [ 22 ] |
| 2021 | «Перелом» · (фр. La Fracture) · реж. Катрин Корсини · Франция                                                     | «Фрида» · (нем. Frida) · реж. Алекзандра Одик · Германия                                                                  | - Николя Мори - Жоза Анжамб - Роксана Мескида - Ваграм Муратян - Алоиз Саваж                                                        | [ 21 ] [ 22 ] |
| 2022 | «Страна радости» · (урду جوائے لینڈ ‎) · реж. Саим Садик · Пакистан                                                | «Посмотри на меня» · (кит. 当我望向你的时候 ) · реж. Хуан Шули · Китай                                                    | - Катрин Корсини - Джанис Бузяни - Марилу Дюпоншель - Штефан Ритхаузер - Пол Струтерс                                               | [ 23 ] [ 24 ] |
| 2023 | «Монстр» · (яп. 怪物) · реж. Хирокадзу Корээда · Япония                                                           | «Болеро» · (фр. Boléro) · реж. Нанс Лаборд-Журдаа · Франция                                                               | - Джон Кэмерон Митчелл - Жюльет Шевийотт - Зено Гратон - Изабель Сандовал - Седрик Сюксивалли                                       | [ 25 ]        |
| 2024 | «Три километра на краю света» · (рум. Trei Kilometri Pana La Capatul Lumii) · реж. Эмануэль Пырву · Румыния       | исп. Las novias del sur · реж. Елена Лопес Риера · Испания/ Швейцария                                                     | - Лукас Донт - Юго «Палома» Барден - Джад Салфити - Жулиана Рохас - Софи Летурнёр                                                   | [ 26 ]        |